# چغک علفی
چُغُک علفی (به انگلیسی: Grassquit) پرندگان کوچک گرمسیری هستند که پیش از این در زمره زردپره‌ایان (Emberizidae) به‌شمار می‌آمدند اما امروزه در خانواده فرخندگان (Thraupidae) قرار داده شده‌اند.
چغک‌های علفی در هند غربی و آمریکای جنوبی و مرکزی و در کشورهای پیرامون دریای کارائیب زندگی می‌کنند.

## از سردهچغک‌های علفی(Tiaris)
- چغک علفی کوبایی (Tiaris canorus)
- چغک علفی دوده‌ای (Tiaris fuliginosus)
- چغک علفی کدر (Tiaris obscurus)
- چغک علفی زردچهره (Tiaris olivaceus)
- چغک علفی سیاه‌چهره (Tiaris bicolor)

## در دیگر سرده‌ها
- چغک علفی زردشانه (Loxipasser anoxanthus)
- چغک علفی آبی‌سیاه (Volatinia jacarina)